# Банджармасінський султанат
Банджармасінський султанат (бандж. كسلطانن بنجر, Kasultanan Banjar) — держава на півдні Калімантану, що 1526 року прийшла на зміну раджанапату Негара Даха. 1860 року увійшов до складу Нідерландської Ост-Індії.

## Історія
Раден Самудра втік з держави Негара Даха, заснувавши 24 вересня 1526 року власне князівство з новою столицею Банджармасін. Того ж року прийняв іслам та взяв титул султана. Невдовзі Банджармасін визнав зверхність султаната Демак з о. Ява. Завдяки цьому відбив напад Туменгунга, магараджи Негари Дахи. Згодом Негару Даху було приєднано до султанату Банджармасін.
Після розпаду Демаку у 1568 році султанат Банджармасін стає незалежним. На початку XVII ст. торгові договори з султанами уклала Голландська Ост-Індійська компанія, яка суперничала тут за вплив з англійцями. Столиця султанату стала залучати європейців, що створювали тут факторії. З 1615 року держава протистояла султанату Матараму. 1622 року визнала зверхність Матараму. Разом з тим з 1636 року практично всі південно-західні, південно-східні та східні райони острова Калімантан стали платити данину султанату Банджармасін, зокрема Самбас, Кутай.
1637 року султанат Банджармасін прийняв біженців зі складу знаті князівств Яви, що сталося внаслідок походів Матараму. Внаслідок цього порти султанату стали центрами поширення яванської культури. Того ж року після років напружених стосунків було укладено мирний договір з Голландською Ост-Індською компанією. 1659 року остаточно було скинуто залежність Банджармасіну від Матараму. 1669 року до порту Банджармасін пересилилися торгівці з султанату Гова, що тікали після Макасарської війни. У 1680-х роках зазнав поразки від султана Самбасу, поступившись територією та визнавши його зверхність.
У XVIII ст. після занепаду Сукаданського султанату намагався відновити свою потугу, стикнувшись з Самбаським і Понтіанакським султанатами. Водночас відбуваються контакти з Англійською Ост-Індською компанією, яка намагалася створити факторії та впливати на торгівлю прянощами й спеціями. 1707 року внаслідок поразки в Першій англо-банджармасінській війні султан Амруллах Багус Касума вимушений був погодитись на зведення англійського форту на північ від Квін-рівер. Невдовзі сталася Друга англо-банджармасінська війна, в якій перемогу вже здобув султан, що домігся знесення форту. З цього часу починається зближення з Голландською Ост-Індською компанією.
1787 року почалася боротьба за владу, куди були втягнути найманці буги і голландці. В результаті султан Тамідуллах II зберіг трон. Натомість він визнав зверхність Республіки Сполучених провінцій та монопольне право Голландської Ост-Індської компанії на торгівлю прянощами, що викликало невдоволення місцевого населення. Разом з тим позбавився залежності від Самбасу.
Напочатку 1790-х років зазнав потужного нападу військ Самбаського султанату. У 1797 році уряд Батавської республіки у зв'язку з націоналізацією Голландської Ост-Індської компанії надав наказав залишити межісултанату. Під час Наполеонівських війн у Європі тут панувати стала Британська Ост-Індська компанія, яка встановила монополію на торгівлю опіумом та на митні збори.
Після підписання в 1814 році голландсько-британського договору про повернення всіх територій, що раніше належали Нідерландам в Зондському архіпелазі, султанат Банджармасін визнав зверхність королівства Нідерландів. Поступово голландці все більше втручалися у справи султанату, змінюючи його правителів (відповідно до угоди 1826 року голландці мали право впливати на вибір спадкоємця трону. призначення мангкубурні, а також впроваджувалася посада резидента в султанаті).
Посилення експлуатації місцевого населення спричинило у 1859—1863 роках повстання проти колонізаторів (відоме як Банджармасінська війна). В результаті 1860 року було оголошено про скасування влади султану і перехід управління султанатом до адміністрації метрополії шляхом створення округу Банджармасін (в провінції Південне і Східне Борнео) на чолі із регентом (з резиденцією в Мартапурі). Втім це не зупинило опір, який припинився лише на початку ХХ ст. Регентство було остаточно скасовано в 1884 році. Останній претендент на трон помер у 1905 році.

## Територія
Під час найбільшого піднесення був найбільшою державою Калімантану разом із (султанатом Сукадана) з площею близько 40 000 км². На заході межував з Сукаданою, на сході — Пасерським султанатом.

## Устрій
Володарі носили титул султана (почесним був титул парамбахан), а з 1772 року — також титул сусухунана («того, кому усі підкоряються»). У внутрішніх районахКалімантану та в залежних землях титулювався раджою або рату, лише у власне Банджармасіні використовував титул султана. Спадкоємець носив титул рату анум.
Султану допомагав перший міністр (мангкубурні), що стояв на чолі 7-40 орангів (міністрів). Держава поділялася на області, які очолювалися лалаванганами. Портові міста очолювали анггамарти. вімартас відповідав за дипломатичні відносини з іноземними державами.

### Султани
- Суріансіах (1520—1546)
- Рахматуллах (1546—1570)
- Хідаятуллах I (1570—1595)
- Мустейнбіллах 1595—1638
- Інаятуллах (1642—1647)
- Саїдуллах (1647—1660)
- Рі'аятуллах (1660—1663)
- Амруллах Багус Касума (1663—1679), вперше
- Агунг (1663—1679)
- Амруллах Багус Касума (1679—1708), вдруге
- Тамідуллах I (1708—1717)
- Панембахан Касума Ділага (1717—1730)
- Хамідуллах (1730—1734)
- Тамджидуллах I (1734—1759)
- Мухаммаділлах (1759—1761)
- Тамідуллах II (1761—1801)
- Сулейман аль-Мутамідуллах (1801—1825)
- Адам аль-Ватсік (1825—1857)
- Тамджидуллах II (1857—1859)

## Економіка
Основу становило вирощування та продаж перцю, насамперед кубеби. Також вивозили віск, пташині гнізда, смоли даммар і каламус, камфору, безоар, рибу. Вагомою була посередницька торгівля золотом і діамантами з Джамбійським і Бантенським султанатами. Наглядачем за торгівлею був окремий чиновник — киай-палабухан. Цим займалися елітні торгівці — орангкая. Карбували власні монети — дойти.
Спочатку торгували з державами Суматри, Яви та власне Калімантану. Згодом з'явилися китайські, англійські, голландські торгівці.